# Pachyramphus niger
El anambé jamaicano (Pachyramphus niger), es una especie de ave paseriforme perteneciente a la familia Tityridae. Este género ha sido emplazado tradicionalmente en la familia Cotingidae o Tyrannidae, pero serias evidencias sugieren que su mejor lugar es Tityridae, donde ahora la emplaza la SACC. 

## Distribución y hábitat
Es endémico de Jamaica. Su hábitat natural son los bosques húmedos de tierras bajas y los bosques de montaña subtropicales.